# Pompă

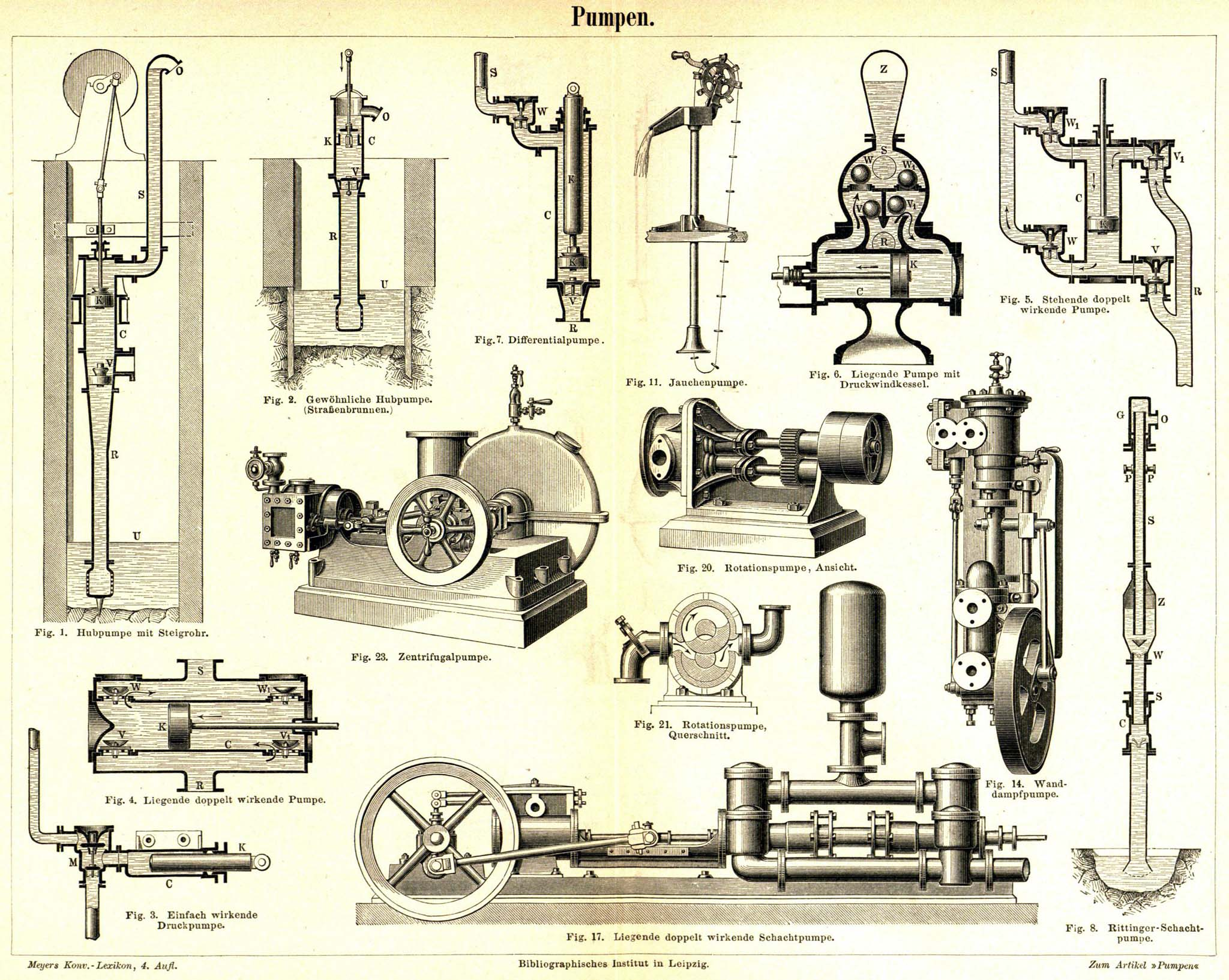
Desen, de diferite pompe

Simbolul ptr. „Pompă”

O pompă este o mașină sau un aparat care transformă energia, dintr-una din formele sale mecanice, în formă de energie hidraulică sau pneumatică, în scopul transportării fluidului care primește energia utilă. Energia mecanică poate proveni din forța musculară sau de la un motor de antrenare.

## Clasificare
După numărul de fluide, pompele pot fi cu un fluid (cel transportat) sau cu două fluide (cel motor și cel transportat). Pompele cu un fluid primesc energia necesară de la un corp solid (ex.: piston), iar cele cu două fluide de la fluidul motor (ex.: vâna de aer, vâna de apă).
După starea de agregare a fluidului transportat pompele se împart în pompe hidraulice (pentru lichide), respectiv pompe pneumatice (pentru gaze), care pot fi pompe de vid sau compresoare.
După tipul de realizare a pompării, pompele pot fi desmodrome (cu mecanism), sau cu lanț cinematic cu desmodromie variabilă (ex. pompa cu abur cu piston cu acțiune directă).
După numărul de curse active pe rotație, pompele cu piston sunt de două tipuri: cu acțiune simplă și cu simplu efect (fluidul este pompat de o singură față a pistonului, iar cursa activă este într-un singur sens) sau cu acțiune dublă și cu dublu efect (fluidul este pompat de ambele fețe ale pistonului, iar cursele din ambele sensuri sunt active)
Clasificarea pompelor după principiul de lucru (de funcționare):
- Pompe volumice, cele cu membranǎ sau cu piston, roți dințate etc.
- Pompe cinetice, care se mai numesc și pompe centrifuge.

## Pompe hidraulice
Pompele hidraulice deplasează un lichid de la presiunea inferioară din aval (de exemplu un nivel hidraulic inferior), la presiunea superioară din amonte (de exemplu un nivel hidraulic superior). Diferența de presiune pe care o învinge pompa, exprimată de obicei în m de coloană de apă constituie înălțimea de ridicare a pompei, care este mai mare decât diferența dintre presiunile din amonte și aval, datorită pierderilor din pompă și conductele sale. Volumul de lichid deplasat în unitatea de timp este debitul pompei, exprimat de obicei în m3/s. Puterea necesară pentru pompare este proporțională cu debitul pompei și cu înălțimea de ridicare.
După felul mecanismului mobil pompele hidraulice se clasifică în:
- Pompe cu piston. Exemple: pompă de injecție (la motoare cu ardere internă), pompă cu pistoanele în linie, pompele folosite la pomparea petrolului din zăcămintele cu energia epuizată, pompă folosită în medicină ca înlocuitor al inimii (pompă cord).
- Pompe rotative. Exemple: pompă cu palete, pompă cu roți dințate, pompă cu lanț și roată dințată (variantă: pompă cu dopuri), pompă cu șurub (pompa lui Arhimede), pompă cu rotoare profilate.
- Pompe cu membrană. Exemple: pompă peristaltică
- Pompe cu rotor. Exemple: Pompă axială, semiaxială (diagonală), sau radială (centrifugă), pompă submersilă folosită la foraje.

## Pompele pneumatice
Pompele deplasează un gaz. Aceste pompe pot fi compresoare (dacă comprimă gazul), de vid (dacă servesc pentru crearea unei presiuni mai mici decât presiunea atmosferică prin evacuarea gazului dintr-o incintă) sau exhaustoare (dacă servesc doar la vehicularea gazului, fără a crea o diferență de presiune). Din punct de vedere al mecanismului mobil sunt similare cu pompele hidraulice:
- Pompe cu piston. Exemple: pompă de bicicletă, pompă cu burduf (foale), pompă folosită în medicină ca înlocuitor al plămânului (pompă pulmon).
- Pompe rotative. Exemple: pompă cu palete, pompă cu rotoare profilate (Roots), pompă cu inel de lichid.
- Pompe cu membrană.
- Pompe cu rotor. Exemple: exhaustoare de gaze arse.

Pompe de vid:
- Pompă cu vână de vapori (pompă de difuziune).
- Pompă moleculară

## Pompe cu două fluide
Sunt cunoscute sub numele de ejectoare. Pot fi cu vână de apă (folosite ca pompe de vid), cu vână de abur (folosite ca injectoare de apă în abur la cazane) și cu vână de aer (folosite pentru pomparea apei în sistem „airlift”).